# Włodzimierz Józef Bykowski
Włodzimierz Józef Bykowski (ur. 12 września 1967 r. w Bydgoszczy) – bydgoski twórca, plastyk – projektant przemysłowy i graficzny, fotograf i krajoznawca.

## Początek kariery
W latach 80. XX wieku ukończył Państwowe Liceum Sztuk Plastycznych w Bydgoszczy. W tym czasie miał pierwsze wystawy malarstwa i fotografii. Na przełomie lat 80. I 90. tworzył komiksy: Szynel (według Gogola), Dick Jones (ukazał się w magazynie komiksowym Fan).

## Projektowanie
W latach 90. XX wieku zajmował się reklamą, wystrojem wnętrz, składem DTP i grafiką użytkową. W ciągu ponad 20 lat zaprojektował liczne znaki towarowe, logotypy. Był redaktorem graficznym polskiego wydania magazynu poświęconego paralotniarstwu Cross Country Polska ukazującego się w l. 2002-2005. Obecnie projektuje design przemysłowy paralotni i logotypy dla polskiej firmy Dudek Paragliders.

## Malarstwo
W malarstwie Bykowskiego można wyróżnić dwa okresy: wczesny z końca lat 80. i początku lat 90. ub. stulecia i współczesny, po 2006 r. Lubi nawiązywać do dawnych form, tworząc np. tryptyki i starając się podjąć na nowo tematy nurtujące człowieka od wieków. Jego obrazy odnoszą się do dzieł dawnych lub modernistycznych artystów XX w., tym samym jego twórczość można zakwalifikować jako postmodernistyczną. Miał wystawy swojego malarstwa m.in. w siedzibie Państwowego Liceum Sztuk Plastycznych w Bydgoszczy, w Pałacu w Lubostroniu, w Galerii Autorskiej Jana Kaji i Jacka Solińskiego w Bydgoszczy, w Bibliotece Uniwersytetu Kazimierza Wielkiego, w Muzeum Borów Tucholskich w Tucholi.

## Pozostała działalność
Bykowski jest regionalistą i propagatorem aktywnego wypoczynku. Był członkiem PTTK. W 1999 r. zadebiutował jako autor przewodnika rowerowego po okolicach Bydgoszczy „Weekend w Drodze”; w ciągu kolejnych lat wydał lub współtworzył liczne publikacje z zakresu turystyki rowerowej, kajakowej, pieszej i krajoznawczej skupiając się na obszarze województwa kujawsko-pomorskiego i sąsiadujących z nim terenów Wielkopolski i Pomorza ilustrując je w znacznej mierze własnymi fotografiami. Zaprojektował, bądź współtworzył kilka szlaków turystycznych.
W 2013 r. miał miejsce jego debiut literacki, napisał opowiadanie „Różowe Robaki”. Prowadzi też bloga.
W 2022 r. ukazała się książka "Dyktatura absurdu", a w 2023 r. "Natura humana".